# Рестинга (рід)
Рести́нга (Formicivora) — рід горобцеподібних птахів родини сорокушових (Thamnophilidae). Представники цього роду мешкають в Південній Америці.

## Види
Виділяють дев'ять видів:
- Рестинга бразильська (Formicivora iheringi)
- Рестинга чорноголова (Formicivora erythronotos)
- Рестинга бура (Formicivora grisea)
- Рестинга строкатокрила (Formicivora intermedia)[6]
- Рестинга гірська (Formicivora serrana)
- Рестинга чорночерева (Formicivora melanogaster)
- Рестинга руда (Formicivora rufa)
- Рестинга скельна (Formicivora grantsaui)[7][8]
- Рестинга паранайська (Formicivora acutirostris)

Паранайську рестингу раніше відносили до монотипового роду Stymphalornis, однак за результатами молекулярно-філогенетичного дослідження цей вид був переведений до роду Formicivora.

## Етимологія
Наукова назва роду Formicivora походить від сполучення слів лат. formica — мураха і vorus — той, хто їсть.